# Aleppo Media Centre
Das Aleppo Media Centre (AMC) ist seiner Außendarstellung nach ein unabhängiges Netzwerk von Bürgerjournalisten, welches seit Oktober 2012 technisch und logistisch durch die in Washington, D.C. ansässigen Syrian Expatriates Organization unterstützt wird.

Eine weitere Unterstützung erfuhr es durch den Syrian media incubator, einem Projekt des Canal France International, welcher mit dem französischen Ministerium für Europa und auswärtige Angelegenheiten kooperiert. Das Projekt umfasste ein Budget in Höhe von 2,5 Mio. Euro.